# Gustavo Sotelo
Pour les articles homonymes, voir Sotelo.
Gustavo Ángel Sotelo (né le 9 mars 1968 à Asuncion au Paraguay) est un joueur de football international paraguayen, qui évoluait au poste de milieu de terrain, avant de devenir entraîneur.

## Biographie

### Carrière de joueur

#### Carrière en sélection
Avec l'équipe du Paraguay, il joue 12 matchs (pour aucun but inscrit) entre 1993 et 1997. 
Il figure dans le groupe des sélectionnés lors des Copa América de 1993, de 1995 et de 1997, où son équipe atteint à chaque fois les quarts de finale.

## Palmarès
| Cerro Porteño - Championnat du Paraguay (3) : - Champion : 1987, 1990 et 1992. |  | Cruzeiro - Copa de Oro (1) : - Vainqueur : 1995. | Club Olimpia - Championnat du Paraguay (2) : - Champion : 1999 et 2000. |